# C9H18N2
化学式C9H18N2（摩尔质量：154.257 g/mol）可以指：
- 1-环戊基哌嗪，CAS号：21043-40-3
- 4-(1-吡咯烷基)哌啶（西班牙语：4-(1-pirrolidinil)-piperidina），CAS号：5004-07-9
- 二丁基碳二亚胺，CAS号：693-64-1
- 二叔丁基碳二亚胺，CAS号：691-24-7
- 二丁基氰胺（N-氰基二丁胺），CAS号：2050-54-6
- 1-(环丁基甲基)哌嗪，CAS号：82534-54-1

|  | 这个同类索引页列出了具有相同分子式的化学物（即同分異構體）条目。 除非您是有意链接至本页，否则应将相应条目的内部链接指向正确的条目。 |